# Lincoln (condado de Wood, Wisconsin)
Lincoln es un pueblo ubicado en el condado de Wood en el estado estadounidense de Wisconsin. En el censo de 2010 tenía una población de 1.564 habitantes y una densidad poblacional de 17,69 personas por km².

## Geografía
Lincoln se encuentra ubicado en las coordenadas 44°38′27″N 90°15′20″O / 44.64083, -90.25556. Según la Oficina del Censo de los Estados Unidos, Lincoln tiene una superficie total de 88.43 km², de la cual 88.39 km² corresponden a tierra firme y (0.04%) 0.04 km² es agua.

## Demografía
Según el censo de 2010, había 1.564 personas residiendo en Lincoln. La densidad de población era de 17,69 hab./km². De los 1.564 habitantes, Lincoln estaba compuesto por el 97.63% blancos, el 0.77% eran afroamericanos, el 0% eran amerindios, el 0.96% eran asiáticos, el 0% eran isleños del Pacífico, el 0.32% eran de otras razas y el 0.32% pertenecían a dos o más razas. Del total de la población el 0.83% eran hispanos o latinos de cualquier raza.